# 5917 Chibasai
5917 Chibasai eller 1991 NG är en asteroid i huvudbältet som upptäcktes 7 juli 1991 av den amerikanske astronomen Eleanor F. Helin vid Palomar-observatoriet. Den är uppkallad efter The Chiba Science Association.
Asteroiden har en diameter på ungefär 10 kilometer och den tillhör asteroidgruppen Maria.